# Dân chủ hóa

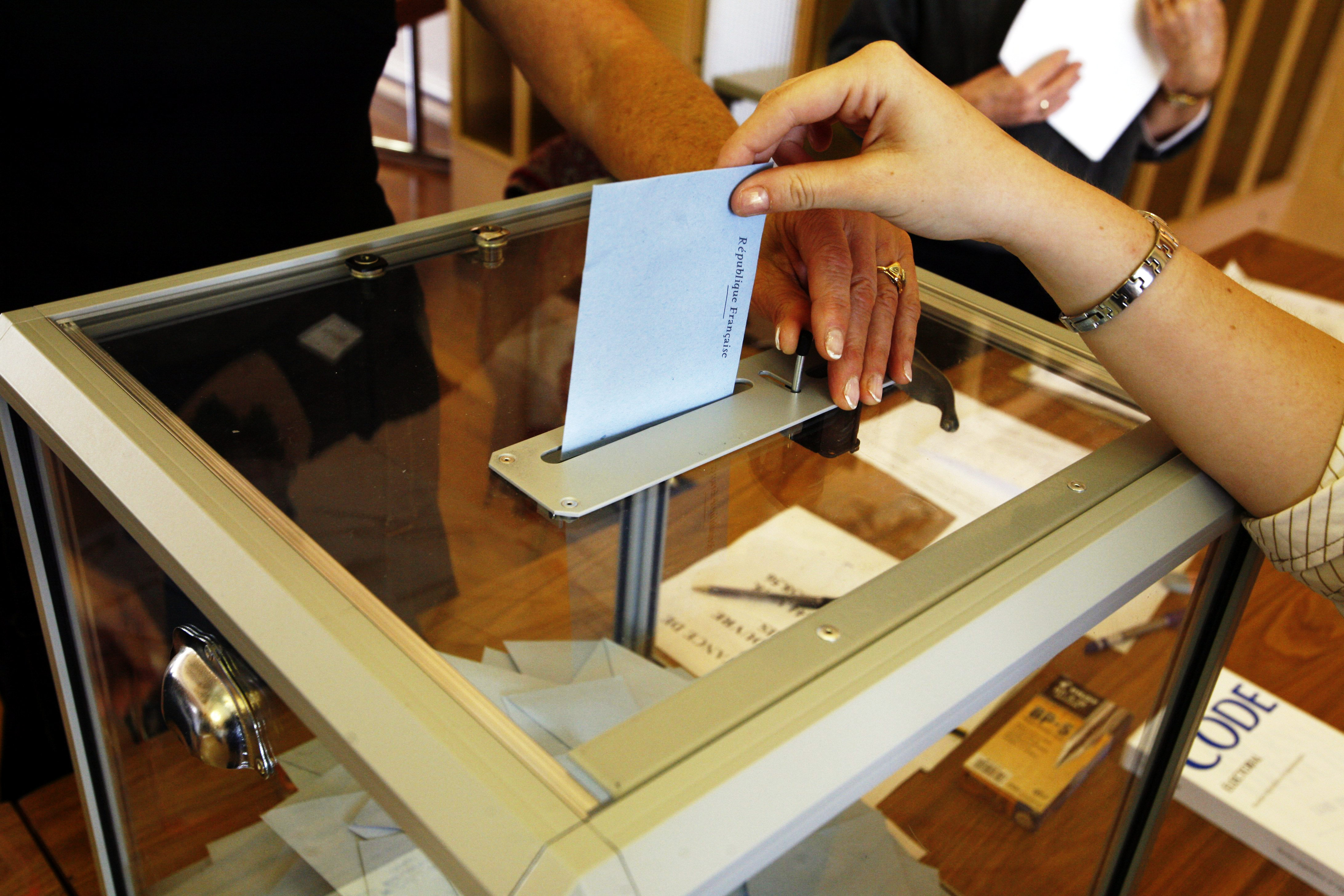
Bầu cử là một phần quan trọng trong tiến trình dân chủ.

Dân chủ hóa là một từ trong khoa học chính trị và xã hội học để chỉ những thay đổi về mọi mặt trong xã hội, với mục đích là để thay thế những cấu trúc xã hội độc đoán, tập trung quyền lực vào một nhóm người bằng một hệ thống mà người dân có thể kiểm soát quyền lực, góp tiếng nói, cùng quyết định một cách tự do và như vậy đưa tới một xã hội công bằng hơn.
Dân chủ hóa theo nghĩa chính trị là việc chuyển đổi sang chế độ chính trị dân chủ hơn. Nó có thể là sự chuyển đổi từ một chế độ độc tài sang chế độ dân chủ, một quá trình chuyển đổi từ một độc tài sang một bán dân chủ hay chuyển đổi từ một bán độc tài thành một chế độ dân chủ.

## Dân chủ hóa từ bên dưới hay từ phía trên
Một ví dụ cho việc dân chủ hóa từ bên dưới (phát xuất từ người dân) còn gọi là diễn tiến hòa bình là sự sụp đổ của khối Đông Âu. Những cố gắng để dân chủ hóa nước Đức sau Đệ Nhị thế chiến, hay Afghanistan, Iraq gần đây,được xếp vào loại dân chủ hóa từ phía trên, từ những người năm giữ quyền lực. Ông Otfried Höffe, một triết gia Đức, khẳng định,  cả hai loại chỉ đưa tới thành công, khi mà ngoài những cơ quan chính phủ còn có nhiều tổ chức xã hội dân sự từ nhiều phương diện được hình thành.

## Dân chủ hóa kiến thức
Kiến thức ngày nay ở phương Tây rất dễ dàng và nhanh chóng thu thập được  và không phải khổ sở tìm kiếm từ các thư viện mà không phải ai cũng được phép vào. Nhờ Internet và những trang như tự điển bách khoa Wikipedia các kiến thức tổng quát dễ dàng được tiếp thu. Tuy nhiên sử gia Đức Hans-Ulrich Wehler nhận định rằng, người dân không làm được gì ích lợi với những tin tức tràn ngập, nếu họ không học cách, làm sao để ứng xử trong hoàn cảnh đó. Họ phải biết cách lựa chọn, và phân tích thông tin. Ở đây đòi hỏi những căn bản về trí tuệ, những điều mà hoàn toàn không liên quan tới những kỹ thuật để có thể tiếp nhận được tin tức.

## Dân chủ hóa lao động
Doanh nhân người Brasil Ricardo Semler đã đưa những cấu trúc dân chủ vào những hãng xưởng của mình, chẳng hạn như các nhân viên cấp dưới thường xuyên đánh giá cấp trên của mình, nhân viên tự quyết định, sắp xếp chỗ làm việc và cách làm việc theo ý của mình, hoặc là tự lựa chọn cấp khách sạn khi đi làm dịch vụ cho hãng. Hệ thống quản lý này được ông viết ra trong cuốn sách mà ấn bản tiếng Anh gọi là "Turning Your Own Table", in năm 1993.

## Các yếu tố ảnh hưởng đến quá trình dân chủ hóa

Số quốc gia từ 1800-2018 được 8 điểm trở lên trong Polity5, một thước đo của nền dân chủ.

Tỷ lệ các nước trong từng loại theo thời gian, từ báo cáo Freedom House từ năm 1973 đến năm 2013.
Tự do (90)
Gần như Tự do (58)
Không Tự do(47)

Có cuộc tranh luận về các yếu tố ảnh hưởng đến dân chủ hóa. nhiều điều quan trọng, bao gồm cả kinh tế, văn hóa và lịch sử, đã được trích dẫn là ảnh hưởng đến quá trình này. Một số yếu tố thường xuyên hơn được đề cập là:
- Giàu có. GDP / đầu người cao liên quan tới sự dân chủ và một số cho rằng các nền dân chủ giàu có chưa bao giờ rơi vào chủ nghĩa độc đoán thì Hitler lại là một phản ví dụ rõ ràng.[4] Ngoài ra còn có các quan sát cho rằng dân chủ là rất hiếm trước cuộc cách mạng công nghiệp. Nghiên cứu thực nghiệm dẫn đến nhiều người tin rằng sự phát triển kinh tế hoặc làm tăng cơ hội cho một quá trình chuyển đổi dân chủ (lý thuyết hiện đại hóa), hoặc giúp các nền dân chủ mới thành lập củng cố.[4] Một số nhà vận động cho dân chủ thậm chí tin rằng với phát triển kinh tế, dân chủ hóa sẽ trở nên không thể tránh khỏi. Tuy nhiên, cuộc tranh luận về việc liệu nền dân chủ là một hệ quả của sự giàu có, một nguyên nhân của nó, hay cả hai quá trình không liên quan, thì còn xa mới có kết luận.
- Giáo dục. Sự giàu có cũng tương quan với giáo dục, dù tác động của giáo dục để củng cố dân chủ dường như độc lập [4].Ít học và mù chữ có thể chọn chính trị gia dân túy nhưng người đó sẽ sớm từ bỏ nền dân chủ và trở thành nhà độc tài cho dù đã có bầu cử tự do.
- Lý thuyết cái bẫy của tài nguyên (resource curse) cho rằng các quốc gia giàu có về tài nguyên, chẳng hạn như dầu hỏa, thường thất bại trong việc dân chủ hóa, bởi vì thành phần ưu tú có thể sống nhờ các nguồn tài nguyên thiên nhiên hơn là tiền thuế do dân chúng đóng góp. Trong khi đó các giới có thế lực trong xã hội mà phải đầu tư vào vật chất làm vốn sản xuất hơn là vào đất đai, hay dầu hỏa lo sợ vốn đầu tư của họ có thể bị hư hại dễ dàng trong trường hợp cách mạng xảy ra. Vì lý do đó, họ thường hay nhân nhượng, thỏa hiệp và dân chủ hóa hơn là phải chịu rủi ro do những xung đột bạo động với phe đối lập.[5]
- Kinh tế thị trường. Một số cho rằng nền dân chủ và kinh tế thị trường có liên quan về bản chất. Niềm tin này thường tập trung vào những ý kiến cho rằng nền dân chủ và kinh tế thị trường chỉ đơn giản là hai phương diện khác nhau của tự do. Văn hóa kinh tế thị trường trên diện rộng có thể khuyến khích các quy tắc căn bản như chủ nghĩa cá nhân, đàm phán, thỏa hiệp, tôn trọng pháp luật và bình đẳng trước pháp luật.[6]  Những điều này được xem là hỗ trợ cho việc dân chủ hóa.
- Công bằng xã hội. Acemoglu và Robinson lập luận rằng mối quan hệ giữa công bằng xã hội và quá trình chuyển đổi dân chủ là phức tạp: Mọi người có ít có động cơ để cuộc nổi dậy trong một xã hội bình đẳng (ví dụ Singapore), do đó khả năng dân chủ hóa là thấp hơn. Trong một xã hội bất bình đẳng cao (ví dụ, Nam Phi dưới chế độ Apartheid), phân phối lại của cải và quyền lực trong một nền dân chủ sẽ rất có hại cho giới thượng lưu vì thế họ sẽ làm mọi thứ để ngăn chặn dân chủ hóa. Quá trình dân chủ hóa có nhiều khả năng xuất hiện ở đâu đó trong một nước có xã hội bình đẳng ở mức trung bình, khi giới thượng lưu nhượng bộ bởi vì họ cho rằng các nguy cơ của một cuộc cách mạng sẽ dễ xảy ra và giá cả của các nhượng bộ không phải là quá cao.[5] Kỳ vọng này là phù hợp với các nghiên cứu thực nghiệm cho thấy rằng nền dân chủ ổn định hơn trong xã hội bình đẳng.[4]
- Tầng lớp trung lưu. Theo một số mô hình,[5] sự tồn tại của một lượng lớn công dân thu nhập trung bình có ảnh hưởng ổn định, cho phép nền dân chủ phát triển. Điều này thường được giải thích rằng trong khi tầng lớp thượng lưu có thể muốn giữ quyền lực chính trị để bảo vệ vị trí của họ, và các tầng lớp thấp hơn muốn vươn lên, tầng lớp trung lưu cân bằng những thái độ cực đoan này.
- Xã hội dân sự. Một xã hội dân sự lành mạnh (NGOs, Công đoàn, các viện nghiên cứu, các tổ chức nhân quyền) được một số lý thuyết gia coi là quan trọng đối với việc dân chủ hóa, như tạo cho mọi người một sự thống nhất và một mục đích chung, và một mạng lưới xã hội thông qua đó để tổ chức và thách thức sức mạnh của hệ thống phân cấp nhà nước. Tham gia vào tổ chức dân sự cũng chuẩn bị cho công dân tham gia chính trị trong tương lai của họ trong một chế độ dân chủ.[7] Cuối cùng, các mạng lưới xã hội xây dựng lòng tin trong nhân dân và sự tin tưởng là điều cần thiết cho các tổ chức dân chủ hoạt động hiệu quả.[7]
- Văn hóa dân sự. Trong cuốn sách Văn hoá Dân sự và Văn hoá Dân sự Xét lại, Gabriel A. Almond và Sidney Verba thực hiện một nghiên cứu toàn diện về nền văn hóa dân sự. Phát hiện chính là một nền văn hóa dân sự nhất định là cần thiết cho sự tồn vong của nền dân chủ. Nghiên cứu này thực sự đã thách thức suy nghĩ phổ biến rằng các nền văn hóa có thể bảo tồn tính độc đáo và tập quán của họ và vẫn giữ dân chủ.
- Văn hóa. Một số người cho rằng có nền văn hóa dễ dẫn truyền tới các giá trị dân chủ hơn là những nền văn hóa khác. Quan điểm này được coi là vị chủng. Thông thường, văn hóa phương Tây được trích dẫn là "phù hợp nhất" với thể chế dân chủ, với các nền văn hóa khác được miêu tả có chứa các giá trị mà làm cho dân chủ khó khăn hoặc không mong muốn. Lập luận này đôi khi được sử dụng bởi các chế độ phi dân chủ để biện minh cho thất bại của họ để thực hiện cải cách dân chủ. Ngày nay, có rất nhiều nền dân chủ không phải phương Tây như Ấn Độ, Nhật Bản, Indonesia, Namibia, Botswana, Đài Loan và Hàn Quốc.
- Dân số đồng nhất. Một số người tin rằng một đất nước chia rẽ sâu sắc về sắc tộc, tôn giáo hay ngôn ngữ, sẽ gặp khó khăn trong việc thiết lập một nền dân chủ.[8]  Các cơ sở của học thuyết này là hợp phần khác nhau của đất nước sẽ quan tâm nhiều hơn trong việc thúc đẩy vị trí của hơn trong việc chia sẻ quyền lực với nhau. Ấn Độ là một trong những ví dụ nổi bật của một quốc gia là dân chủ mặc dù không đồng nhất.
- Kinh nghiệm trước đây với nền dân chủ. Theo một số nhà lý luận, sự hiện diện hay không có dân chủ trong quá khứ của một quốc gia có thể có một tác động đáng kể trên chuyển dịch sau này với nền dân chủ. Một số người cho rằng là rất khó khăn (hoặc thậm chí là không thể) cho dân chủ được thực hiện ngay lập tức trong một đất nước mà không có kinh nghiệm trước. Thay vào đó, dân chủ phải phát triển dần dần. Những người khác cho rằng kinh nghiệm quá khứ với nền dân chủ thực sự có thể có hại cho dân chủ - Pakistan, dân chủ đã thất bại trước đây có thể sẽ khó khăn hơn đi theo con đường tương tự một lần nữa.
- Sự can thiệp của nước ngoài. Nền dân chủ thường bị áp đặt bởi can thiệp quân sự, ví dụ như ở Nhật Bản và Đức sau thế chiến thứ hai.[9][10]  Trong trường hợp khác, giải phóng thuộc địa đôi khi tạo điều kiện cho việc thành lập nền dân chủ sau đó đã được thay thế bởi chế độ độc tài. Ví dụ, tại Nam Hoa Kỳ sau khi cuộc nội chiến, người nô lệ bị tước quyền bầu cử theo luật Jim Crow sau Thời kỳ Tái thiết của Hoa Kỳ, sau nhiều thập kỷ, dân chủ của Hoa Kỳ đã được tái thành lập các hiệp hội dân sự (phong trào dân quyền người Mỹ gốc Phi) và quân sự bên ngoài (quân đội Mỹ).
- Phân bố độ tuổi. Theo một luận điểm đưa ra bởi Richard P. Concotta[11] đăng trên trang Foreign Policy (Chính sách ngoại giao) thì nước mà đa số là người lớn tuổi dường như có thể dễ duy trì nền dân chủ. Khi dân số trẻ (được định nghĩa là những người ở độ tuổi 29 trở xuống) thấp hơn 40%, chế độ dân chủ tại nước đó an toàn hơn theo nghiên cứu này.